# Fred Rompelberg
Fred Rompelberg (* 30. Oktober 1945 in Maastricht) ist ein ehemaliger niederländischer Radrennfahrer. Er stellte elf Weltrekorde hinter Motorfahrzeugen auf.

## Sportlicher Werdegang
1971 wurde Fred Rompelberg Berufsradrennfahrer. Bis in die 1990er hinein war er hauptsächlich als Steher aktiv. 1977 wurde er hinter Schrittmacher Norbert Koch niederländischer Meister in dieser Disziplin. Anschließend startete er bei den Steher-Weltmeisterschaften und belegte hinter Joop Stakenburg Rang fünf. 1979 kam er erneut auf den 5. Platz der Bahnradsport-Weltmeisterschaften.
Am 3. Oktober 1995 erreichte der fast 50-jährige Rompelberg auf den Bonneville Flats in der Großen Salzwüste von Utah in den USA eine Geschwindigkeit von 268 km/h, gefahren hinter einem Dragster-Spezialfahrzeug mit Windhaube am Heck ein Dragster von team Strasburg Racing’s Brothers. Damit übertraf er den seit 1985 bestehenden Weltrekord des US-Amerikaners John Howard, der damals eine Geschwindigkeit von 245 km/h erzielt hatte. Insgesamt stellte er zwischen 1975 und 1995 elf Geschwindigkeits-Weltrekorde hinter Motorfahrzeugen auf. 1988 verunglückte er bei einem dieser Rekordversuche schwer.
Zwei Weltrekorde aus dem Jahr 1986 (Weltrekord Stunde und Weltrekord 100 km) sind noch nicht gebrochen und damit immer noch im Besitz von Fred Rompelberg.
Seit 1993 organisiert Fred Rompelberg Radsportferien auf der Mittelmeerinsel Mallorca.

## Erfolge
1977
- Niederländischer Meister – Steherrennen (hinter Norbert Koch)